# Quận Union, South Carolina
Quận Union là một quận trong tiểu bang Nam Carolina. Theo điều tra dân số năm 2000, quận có dân số 29.881 người. Quận lỵ đóng ở Union.6 Thư viện Carnegie của quận đã được bầu là thư viện nhỏ tốt nhất Mỹ bởi Library Journal trong năm 2009.

## Địa lý
Theo Cục điều tra dân số Hoa Kỳ, quận có tổng diện tích 516 square miles (1.336 km²), trong đó, 514 dặm Anh vuông (1.332 km²) là diện tích đất và 2 dặm Anh vuông (5 km²) trong tổng diện tích (0,35%) là diện tích mặt nước.

### Các quận giáp ranh
- Quận Cherokee, South Carolina - Bắc
- Quận York, South Carolina - Đông bắc
- Quận Chester, South Carolina - Đông
- Quận Fairfield, South Carolina - Đông nam
- Quận Newberry, South Carolina - Nam
- Quận Laurens, South Carolina - Tây nam
- Quận Spartanburg, South Carolina - Tây bắc

### Các khu bảo tồn quốc gia
- Quận Sumter National Forest (một phần)

## Thông tin nhân khẩu
Theo cuộc điều tra dân số2 tiến hành năm 2000, quận này có dân số 29.881 người, 12.087 hộ, và 8.497 gia đình sinh sống trong quận này. Mật độ dân số là 58 người trên mỗi dặm Anh vuông (22/km²). Đã có 13.351 đơn vị nhà ở với một mật độ bình quân là 26 trên mỗi dặm Anh vuông (10/km²).  Cơ cấu chủng tộc của dân cư sinh sống tại quận này gồm 67,81% người da trắng, 31,05% người da đen hoặc người Mỹ gốc Phi, 0,15% người thổ dân châu Mỹ, 0,18% người gốc châu Á, 0,04% người các đảo Thái Bình Dương, 0,16% từ các chủng tộc khác, và 0,61% từ hai hay nhiều chủng tộc.  0,67% dân số là người Hispanic hoặc người Latin thuộc bất cứ chủng tộc nào.
Có 12,087 hộ trong đó có 29,40% có con cái dưới tuổi 18 sống chung với họ, 48,80% là những cặp kết hôn sinh sống với nhau, 16,80% có một chủ hộ là nữ không có chồng sống cùng, và 29,70% là không gia đình. 26,80% trong tất cả các hộ gồm các cá nhân và 11,90% có người sinh sống một mình và có độ tuổi 65 tuổi hay già hơn.  Quy mô trung bình của hộ là 2,44 còn quy mô trung bình của gia đình là 2,93,
Cơ cấu độ tuổi dân cư quận này như sau 23,80% dưới độ tuổi 18, 8,20% từ 18 đến 24, 27,90% từ 25 đến 44, 24,40% từ 45 đến 64, và 15,60% người có độ tuổi 65 tuổi hay già hơn.  Độ tuổi trung bình là 39 tuổi. Cứ mỗi 100 nữ giới thì có 89,00 nam giới. Cứ mỗi 100 nữ giới có độ tuổi 18 và lớn hơn thì, có 85,30 nam giới.
Thu nhập bình quân của một hộ ở quận này là $31.441, và thu nhập bình quân của một gia đình ở quận này là $37.661, Nam giới có thu nhập bình quân $29.371 so với mức thu nhập $20.701 đối với nữ giới. Thu nhập bình quân đầu người của quận là $15.877, Khoảng 11,10% gia đình và 14,30% dân số sống dưới ngưỡng nghèo, bao gồm 18,70% những người có độ tuổi 18 và 15,90% là những người 65 tuổi hoặc già hơn.

## Thành phố và thị trấn
- Carlisle
- Jonesville
- Lockhart
- Union